# Mount Lorius
Mount Lorius är ett berg i Antarktis. Det ligger i Östantarktis. Nya Zeeland gör anspråk på området. Toppen på Mount Lorius är 1 690 meter över havet, eller 305 meter över den omgivande terrängen. Bredden vid basen är 4,2 km.
Terrängen runt Mount Lorius är platt norrut, men söderut är den kuperad. Trakten är obefolkad. Det finns inga samhällen i närheten.